# Stranraer
Stranraer es una localidad situada en el concejo de Dumfries and Galloway, en Escocia (Reino Unido), con una población estimada a mediados de 2016 de 10 320 habitantes.

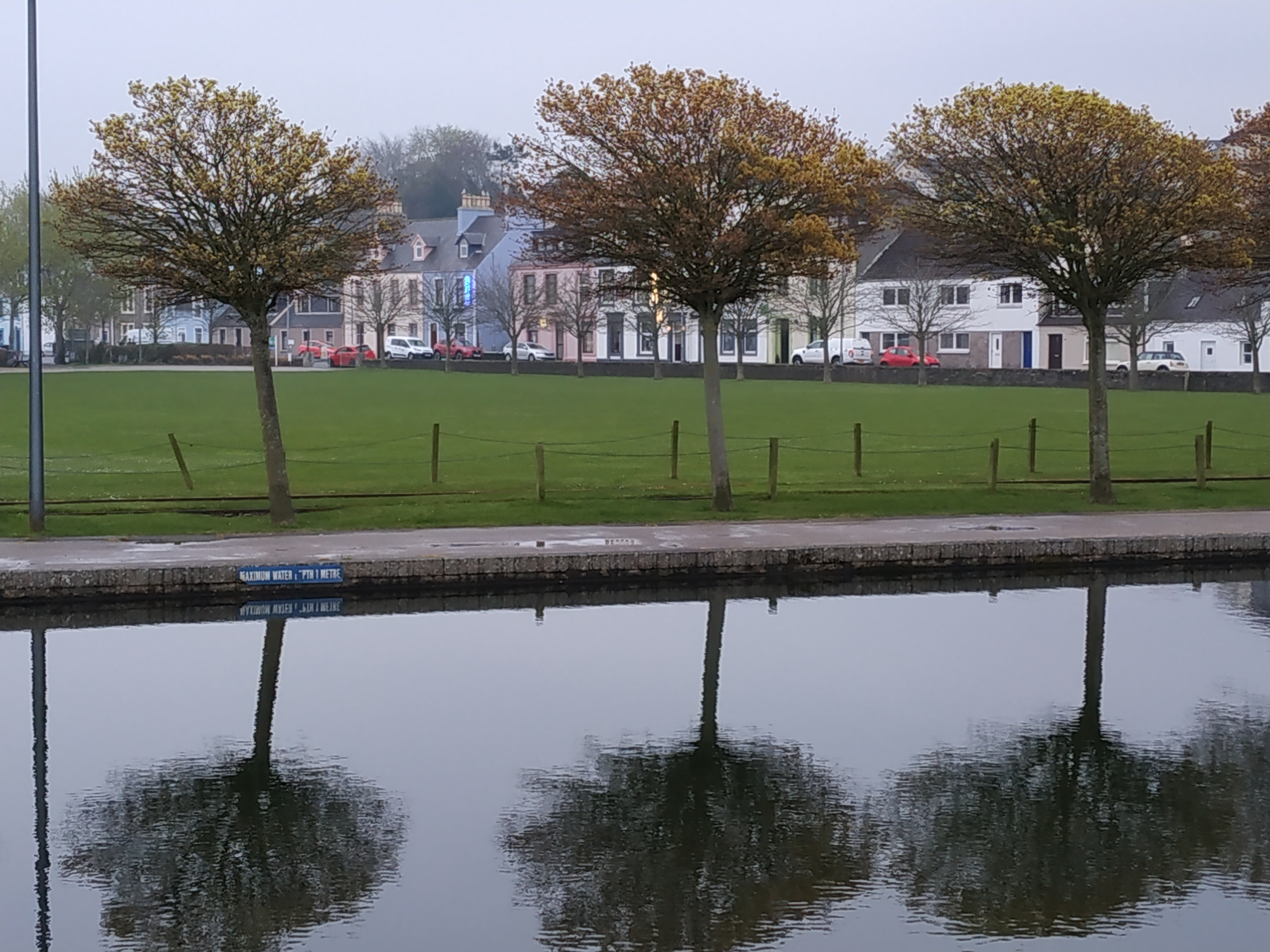
Stranraer, parque sobre la costa.

Se encuentra ubicada al suroeste de Escocia, cerca de la costa del fiordo de Solway, del mar de Irlanda y de Inglaterra.